# Pensées nocturnes
Pensées Nocturnes est un projet musical d'avant-garde black metal néo-classique fondé à l'initiative de Léon Harcore (anciennement Vaerohn), qui en fut le seul membre pendant plusieurs années.

## Biographie
Pensées Nocturnes est créé en 2008 par le compositeur Vaerohn. Il compose sa première chanson, Flore, en août 2008 et sort son premier album Vacuum en avril 2009, édité chez le label Les Acteurs De L'Ombre Productions, créé à cette occasion par Gérald Milani,.
De 2008 à 2016, les 5 albums studios sont entièrement composés, enregistrés et mixés par Vaerohn,. À cette époque, il considère qu'envisager des concerts est une limite à la créativité, bridant les possibilités de la composition par les contraintes matérielles du live. Toutefois, par contrainte technique, il utilise des synthétiseurs en remplacement de plusieurs parties instrumentales (violon, contrebasse, chœurs, orgue).
En 2016, Vaerohn souhaite jouer sa musique lors de concerts et invite alors des amis à le rejoindre. Pensées Nocturnes donne son premier concert le 4 décembre 2016 à Lille, sans publicité préalable, son nom n'étant pas annoncé sur l'affiche. En concert, les musiciens sont maquillés comme des clowns tristes, habillés de débardeurs sales et Vaerohn porte la veste traditionnelle de Monsieur Loyal, déchirée et sale.
En juin 2018, Pensées Nocturnes joue au Hellfest à Clisson, sur la scène Temple.
Le 1er février 2019 sort l'album Grand Guignol Orchestra, enregistré et mixé au studio Henosis.
En 2020, Vaerohn change de nom de scène pour devenir Léon Harcore[réf. souhaitée].
En septembre et novembre 2021, Les acteurs de l'ombre annoncent sur Facebook la sortie du septième album du groupe le 21 janvier 2022, Douce fange, enregistré et mixé au studio Henosis. La pochette et la liste des titres annoncent les thèmes : la France passée, la violence, l'alcool, les ruelles malfamées. 

## Style musical
Sur une base de Black metal torturé, Léon Harcore rajoute de nombreuses influences, notamment de musique classique et de blues. Léon Harcore définit son style comme du « Déglingué black metal de ver en vice ».
En plus des instruments traditionnels du black metal que sont la batterie, la guitare électrique et la basse, on peut entendre, au fil des albums, une grande variété d'autres instruments : orgue, violon, flûte, clarinette, accordéon, piano, contrebasse, trompette, trombone, didgeridoo, timbales, chœurs, mégaphone, saxophone, harmonica,.
Le premier album, Vacuum, mélange essentiellement les influences du depressive black metal et du classique, sauf sur le titre Coup de bleus où l'influence classique est remplacée par le blues. L'ambiance générale se veut lugubre et torturée.
Le deuxième album, Grotesque, parait en 2010. Il reprend le style de Vacuum en augmentant les contrastes entre les différents styles et la complexité de la composition et des structures : des passages symphoniques ou minimalistes côtoient le metal extrême, les structures rythmiques sont plus variées, l'amplitude des nuances et des tempi est plus large que sur Vacuum,.
Le troisième album, Ceci est de la musique, produit indépendamment, n'est distribué qu'à 60 copies, aux proches de Vaerohn. Ceci en réaction à la diffusion en téléchargement illégal de son précédent album. En parallèle, il publie une fausse version sur internet, constituée d'une seule piste de 55 minutes reprenant les morceaux de Grotesque remixés et ré-arrangés.
Le quatrième album, Nom d'une pipe, évoque une fête populaire dans une France du passé, notamment par l'utilisation accrue de l'accordéon et des rythmes ternaires, ainsi que des extraits de sketchs de Raymond Devos, et Coluche. On retrouve également de nombreuses inspirations de musiques populaires, à l'image du thème de Bonne bière et bonne chère et son orchestration façon banda ou de la reprise de Greensleeves.
Le cinquième album, À boire et à manger, continue à s'éloigner du black metal, et mélange des styles musicaux très différents. Il laisse plus de place à la guitare et au piano, et continue les références musicales, avec la Gnossienne n°1 d'Erik Satie à la guitare électrique dans la piste Interlude Satierienne et Les yeux noirs dans la piste Les Yeux Boiteux.
Le sixième album, Grand Guignol Orchestra, évoque un cirque horrifique, avec une pochette d'album montrant un clown maléfique tenant une batte de baseball à clous ensanglantée devant une fête foraine en flamme. L'ambiance est plus sombre et malaisante, le son plus lourd, la dépression revient, accompagnée du fatalisme.
Le septième album, Douce fange est plus complexe, avec des changements de rythme plus fréquents, mais surtout des couches s'empilant pour méler des inspirations parfois très éloignées. Les références sont très nombreuses (Jacques Brel, Edith Piaf, Maïté, Brahms, Boris Vian, etc.), Léon Harcore a organisé un petit concours sur sa page facebook pour les faire deviner aux fans, avant d'en publier la liste complète ,.

## Membres

### Studio
Pensées Nocturnes est un projet solo. Léon Harcore est le compositeur, le chanteur et l'instrumentiste.

### En concert
- Léon Harcore : chant (micro et/ou mégaphone), trombone, trompette, harmonica (2008 - )
- Jason : batterie (2016 - )
- Le Grand : basse (2016 - )
- Robert : guitare (2016 - )
- Zacques : guitare (2016 - )
- Jéjé : accordéon, claviers (2016 - )